# Јован VIII Цариградски
Патријарх Јован VIII Ксифилин (грч. Πατριαρχης Ιωαννης Η΄ Ξιφιλινος; 1006, Трапезунд – 2. август 1075, Цариград) је био цариградски патријарх и књижевник у 11. веку.

## Биографија
Јован је био пријатељ са филозофом и историчарем Михаилом Пселом, а по препоруци свог пријатеља приведен је на двор цара Константина IX Мономаха.
Захваљујући свом дубоком познавању јуриспруденције, напредовао је на двору Константина IX Мономаха: био је судија престоничког хиподрома и егзектор, а касније и номофилак – руководилац правног факултета Цариградског универзитета.
Лишен цареве наклоности 1050. године отишао је у манастир Олимп у Битинији.
1064. године, после смрти свог пријатеља Константина Лихуда, наследио га је на месту цариградског патријарха.
Као патријарх, активно се мешао у државне послове и бранио права Цркве од захтева царева.
Покушао је да се приближи Јерменима, којима је, као и Византији, претила турска најезда.
Патријарх поседује две синодалне дефиниције о веридби; Веридба је према овим дефиницијама била призната као једнака браку у духовном смислу. Он је 1070. године издао повељу којом је свештеницима забранио да се понашају као браниоци на суду. Међутим, Јован Ксифилин је био познатији по својим правним делима него по богословским делима.
Јованов нећак је у име цара Михаила Дуке (1071-1073) саставио извод из римске историје Диона Касија из које су сачуване књиге  XXXV — LXXX. 